# Birthday Girl
Birthday Girl es una película de 2001, dirigida por Jez Butterworth, protagonizada por Nicole Kidman y Ben Chaplin.

## Elenco
- Nicole Kidman como Sophia, alias Nadia.
- Ben Chaplin como John Buckingham.
- Vincent Cassel como Alexei.
- Mathieu Kassovitz como Yuri.

## Recepción
La película tuvo un éxito moderado, con un presupuesto de $13 millones, recaudó $16,171,098.